# Костера (Свентокшиське воєводство)
Костера (пол. Kostera) — село в Польщі, у гміні Ґнойно Буського повіту Свентокшиського воєводства.
Населення — 170 осіб (2011).
У 1975-1998 роках село належало до Келецького воєводства.

## Демографія
Демографічна структура на день 31 березня 2011 року:
|          | Загалом | Допрацездатний вік | Працездатний вік | Постпрацездатний вік |
| -------- | ------- | ------------------ | ---------------- | -------------------- |
| Чоловіки | 87      | 21                 | 60               | 6                    |
| Жінки    | 83      | 18                 | 42               | 23                   |
| Разом    | 170     | 39                 | 102              | 29                   |